# Карпенко Іван Трохимович
Карпенко Іван Трохимович (нар. 1 (14) грудня 1916, Лисичанськ, Бахмутський повіт, Катеринославська губернія — пом. 2 вересня 1970, Миколаїв) — льотчик, генерал-лейтенант авіації, Герой Радянського Союзу, учасник Радянсько-японської війни 1945 року.

## Біографія

### Молоді роки
Іван Трохимович Карпенко народився в місті Лисичанськ, Луганської області, в сім'ї робітника. За національністю — українець. Закінчив сім класів і школу ФЗУ. Згодом працював слюсарем на Лисичанському заводі «Пролетарій».

### Служба в армії
У Червоній армії з 1934 року. Закінчив Ворошиловградську військову авіаційну школу пілотів. З грудня 1935 року служив в 50-й авіаційній бригаді ВПС Особливої Червонопрапорної Далекосхідної армії пілотом, з листопада 1937 року — молодшим льотчиком.
З червня 1938 року проходив службу в 14-му бомбардувальному авіаційному полку ВПС Далекосхідного фронту. З листопада 1938 року помічник командира ескадрильї з комсомольської роботи, з грудня 1939 року — командир ланки, з травня 1941 — помічник командира ескадрильї, з червня 1941 — заступник командира ескадрильї. В ВКП(б)/КПРС вступив 1939 року. В липні 1942 року був переведений в ВПС Тихоокеанського флоту та призначений командиром ескадрильї 52-го бомбардувального авіаційного полку 2-ї мінно-торпедної авіаційної дивізії.
Учасник війни з Японією 1945 року. На посаді помічника командира 52-го бомбардувального авіаційного полку командував бойовими діями під час бомбардування військових об'єктів і живої сили ворога в японському порту Расін (сьогодні Расон) і військово-морської бази Сейсін (сьогодні Чхонджін) в Північній Кореї.

### Герой Радянського Союзу
Наказом Президії Верховної Ради СРСР від 14 вересня 1945 року майор Карпенко Іван Трохимович за зразкове виконання бойових завдань на фронті боротьби з японськими мілітаристами та проявлені при цьому мужність і героїзм отримав звання Героя Радянського Союзу з врученням ордена Леніна та медалі «Золота Зірка» (№ 7142).

### Подальша кар'єра
Після війни продовжував службу в авіації ВМФ. У 1948 році закінчив вищі офіцерські курси авіації, а в 1952 році — Військово-повітряну академію. З січня 1953 був помічником командира, а вже через п'ять років, з січня 1958 року, отримав посаду замісника командувача ВПС Чорноморського флоту. Іван Трохимович був одним з піонерів освоєння реактивної авіації ВПС ВМФ.
В січні 1959 року отримав посаду начальника Миколаївського вищого військово-морського технічного авіаційного училища. Після розформування училища у грудні 1959 року на його базі створили 33-й навчальний центр авіації Військово-Морського Флоту, а Іван Карпенко зайняв посаду начальника Центру. Під його керівництвом Центр здійснював підготовку морських льотчиків до польотів на реактивних літаках та відпрацьовував застосування найновіших типів озброєння. З 1962 року — генерал-лейтенант авіації.
У вересні 1967 року Центр знову перейменували на 33-й Центр бойового застосування і переучування авіації ВМФ імені Є. М. Преображенського, проте генерал-лейтенант авіації Карпенко очолював його до останніх днів життя.
Помер 2 вересня 1970 року в місті Миколаєві. Похований на місцевому некрополі.

## Вшанування пам'яті
У жовтні 1970 року вулиця Новоспортивна у Миколаєві була перейменована на вулицю Генерала Карпенка.